# SBAT-70
SBAT-70 je brazilský raketomet vyráběný firmou Avibras. Odpalovat se z něho dají hlavice tříštivé, cvičné, protitankové, s trhavinou nebo zápalné hlavice s bílým fosforem.